# Daphnis angustans
Daphnis angustans är en fjärilsart som beskrevs av Felder 1874. Daphnis angustans ingår i släktet Daphnis och familjen svärmare. Inga underarter finns listade i Catalogue of Life.